# Józefów (Biłgoraj)
Józefówⓘ (outros nomes: Józefów Biłgorajski, Józefów Ordynacki) é um município no leste da Polônia. Pertence à voivodia de Lublin, no condado de Biłgoraj, localizado no rio Niepryszka. É a sede da comuna urbano-rural de Józefów.
Nos anos de 1954 a 1972, a aldeia pertenceu e foi a sede das autoridades da gromada de Józefów. Nos anos 1975−1998, a cidade pertenceu administrativamente à voivodia de Zamość. Estende-se por uma área de 5,0 km², com 2 444 habitantes, segundo o censo de 31 de dezembro de 2021, com uma densidade populacional de 488,8 hab./km².
Józefów está situado na histórica Terra de Przemyśl, no centro da região geográfica de Roztocze e na Floresta Solska. O Parque Paisagístico da Floresta Solska fica ao lado da fronteira sul da cidade, enquanto a fronteira do Parque Nacional Roztocze está localizada a cerca de 4 km a noroeste. Aqui operam várias pequenas indústrias (alimentícia e mineral). A cidade é também um centro comercial e de serviços local para os residentes das áreas vizinhas.

## Localização de Józefów em relação a algumas grandes cidades
- Cerca de 27 km a oeste de Tomaszów Lubelski
- Cerca de 30 km a sudeste de Biłgoraj
- Cerca de 30 km a sudoeste de Zamość
- Cerca de 92 km a sudeste de Lublin
- Cerca de 240 km a sudeste de Varsóvia

## História

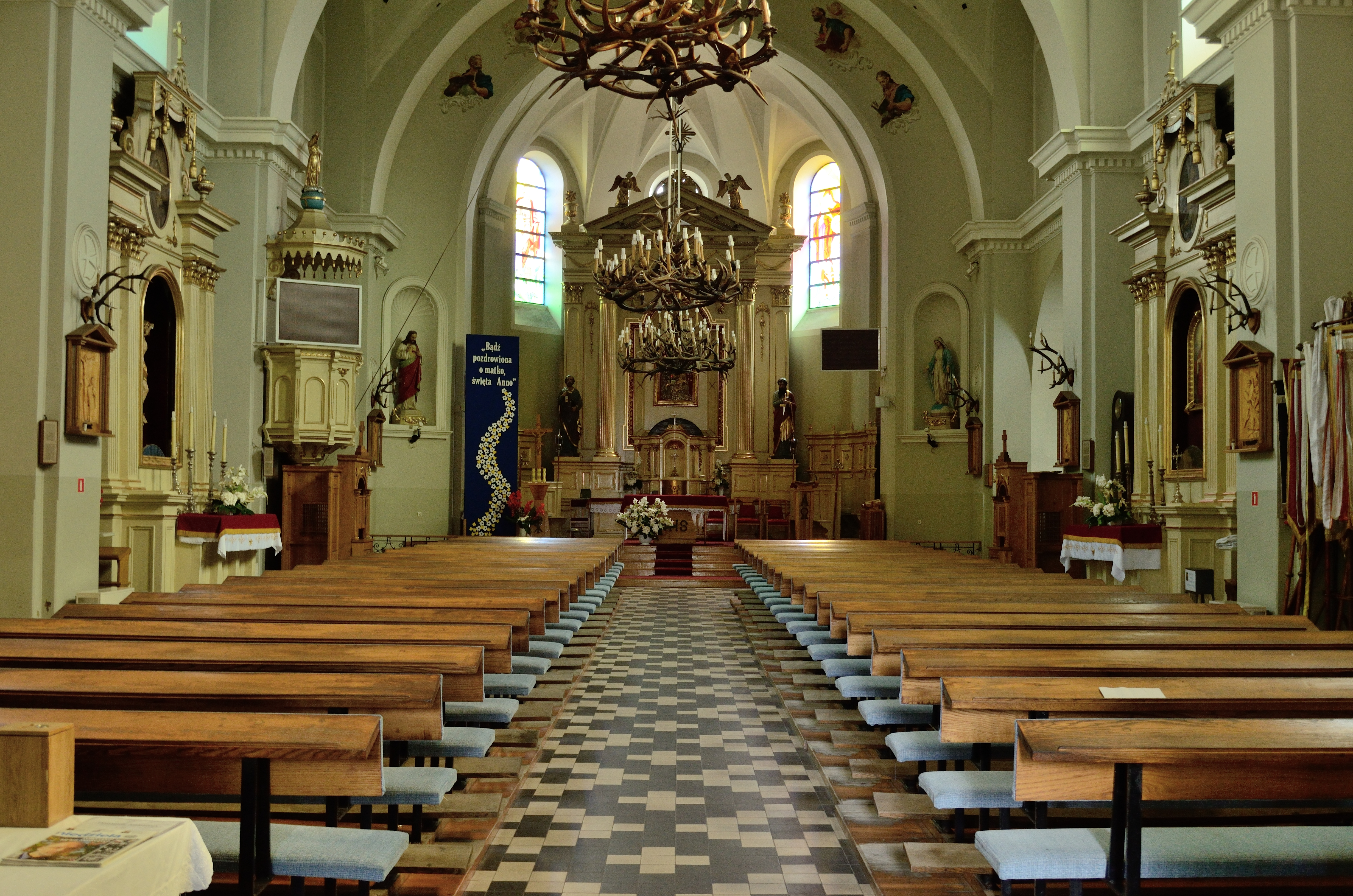
Interior da igreja paroquial (1883−1886)

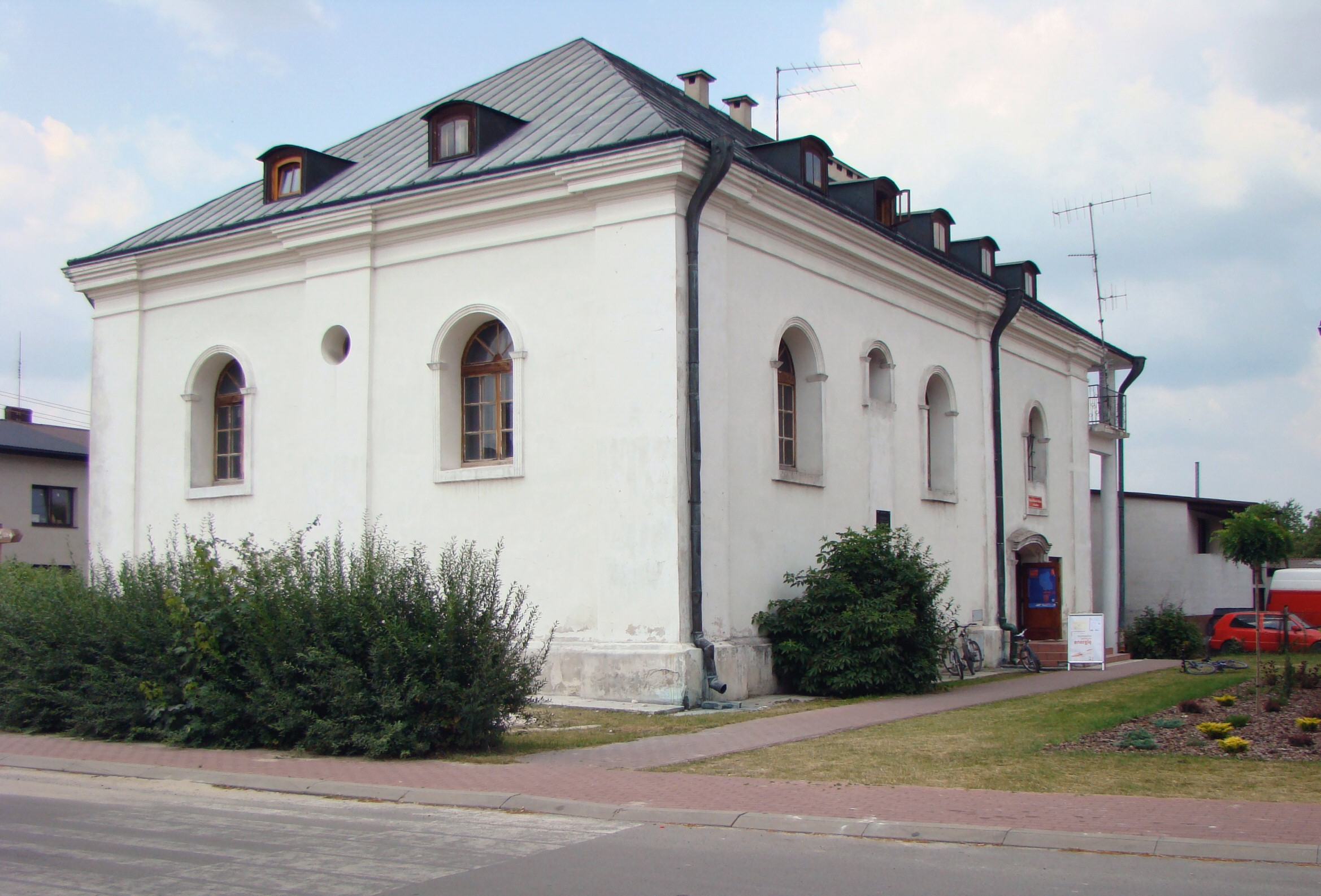
Antiga sinagoga

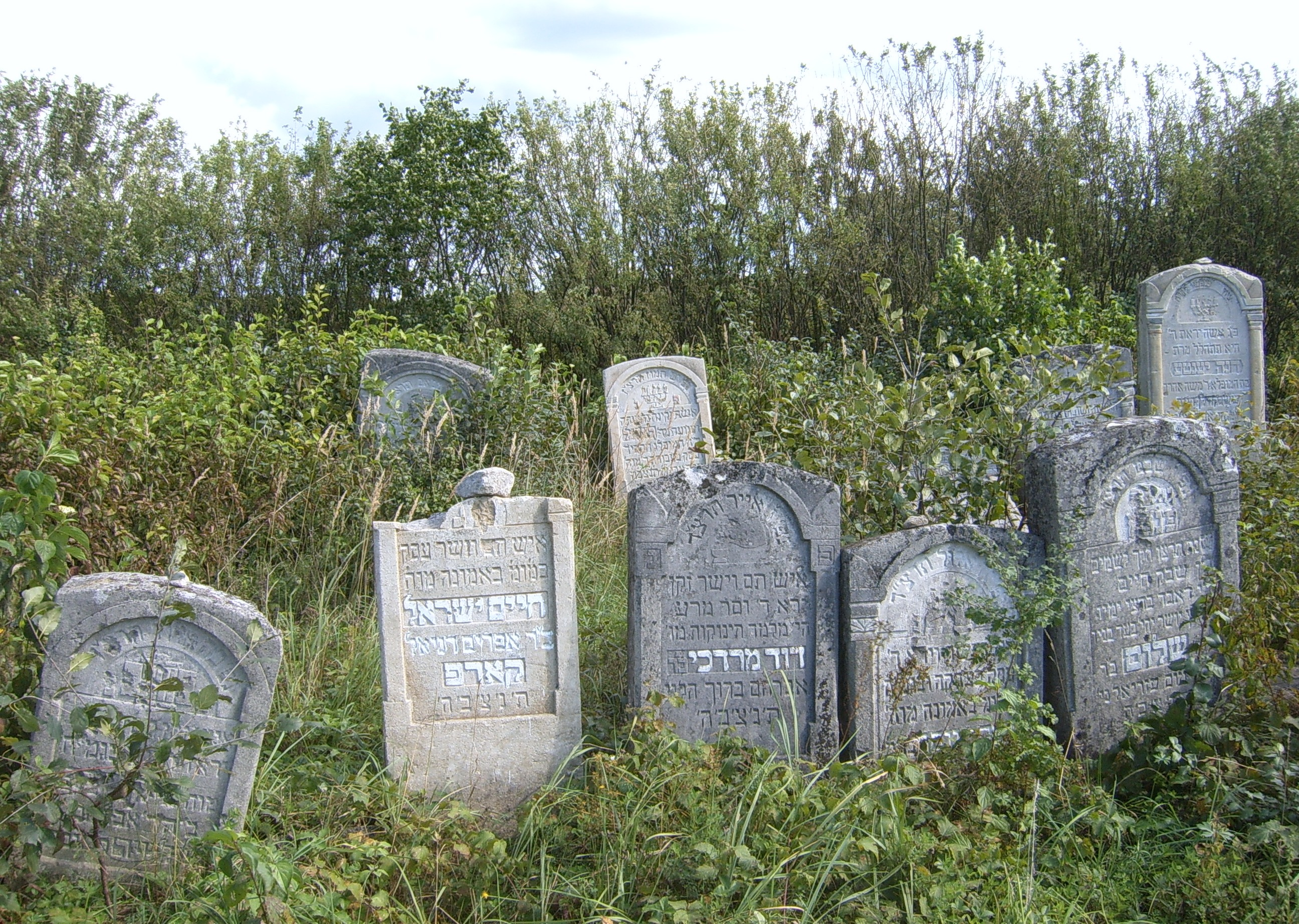
Cemitério judaico

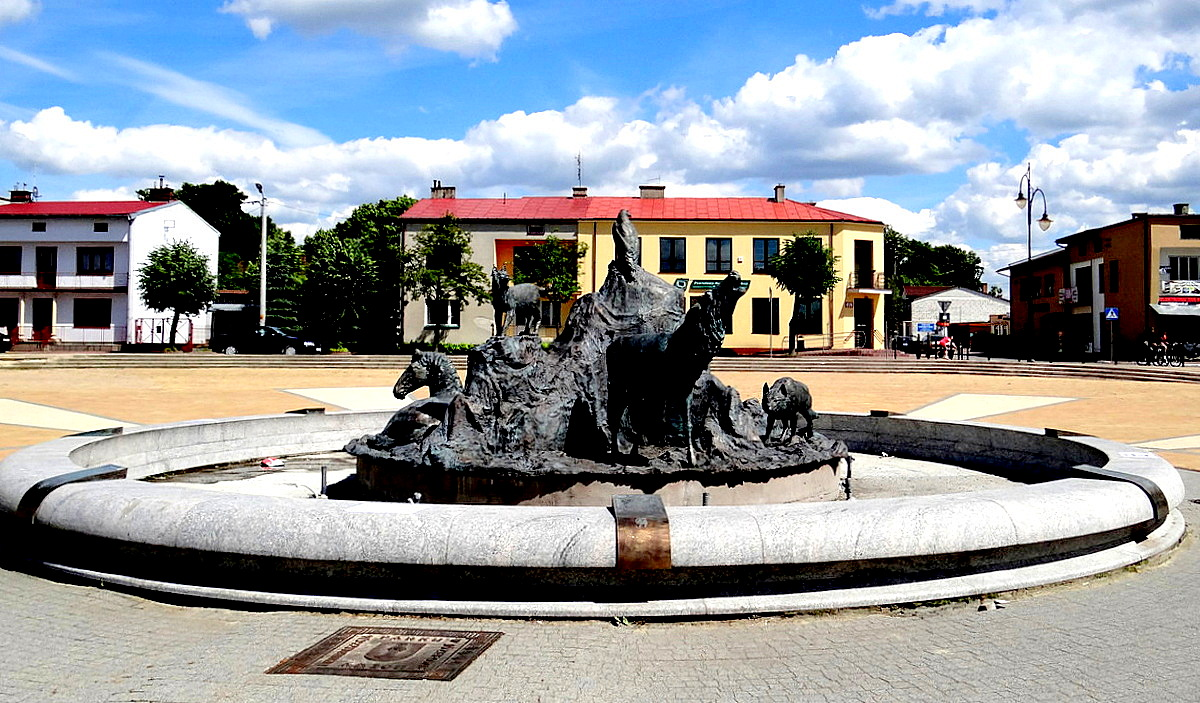
Fonte − Monumento à Fauna do Parque Nacional

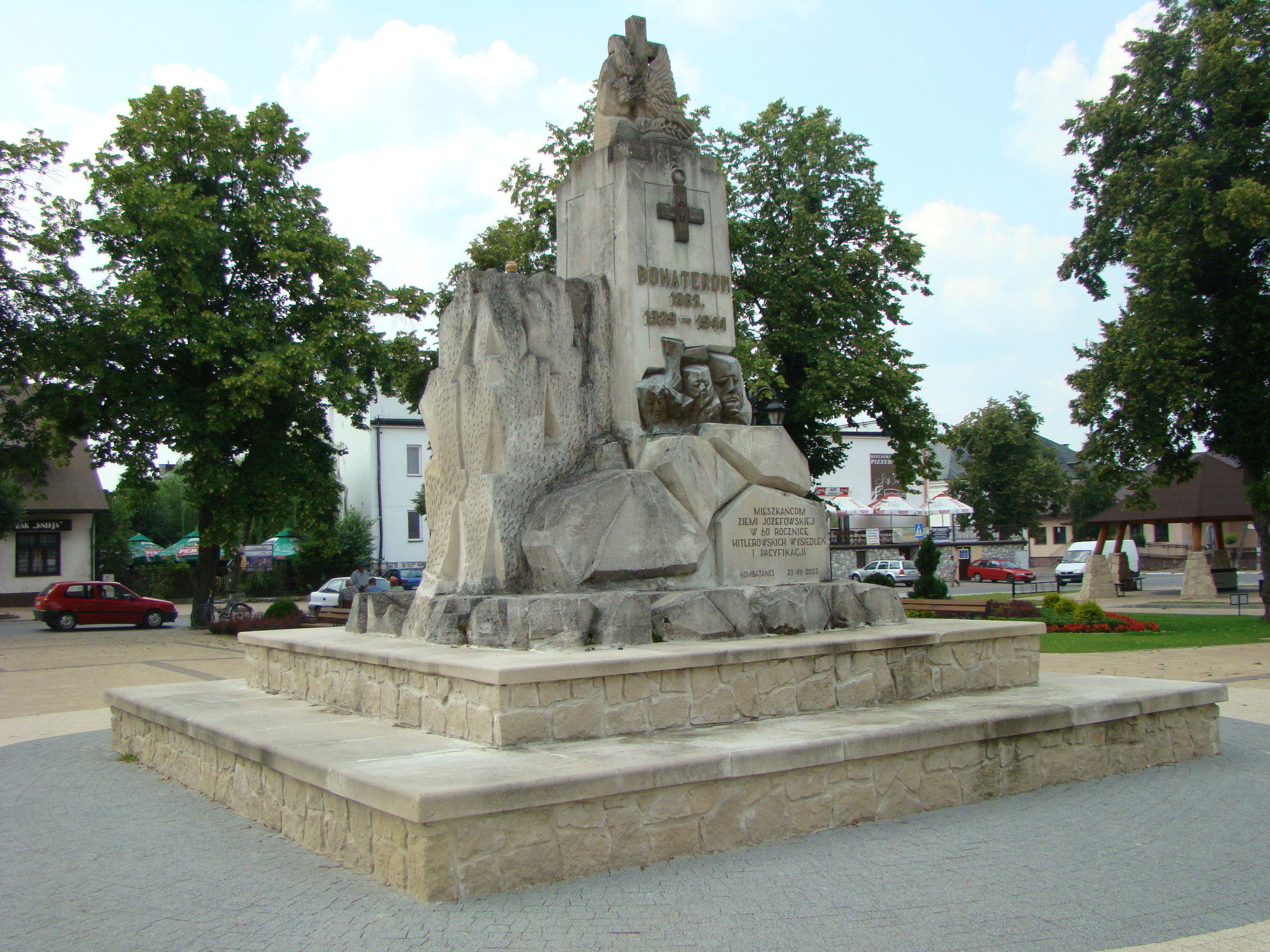
Monumento dedicado às vítimas da Segunda Guerra Mundial na praça principal

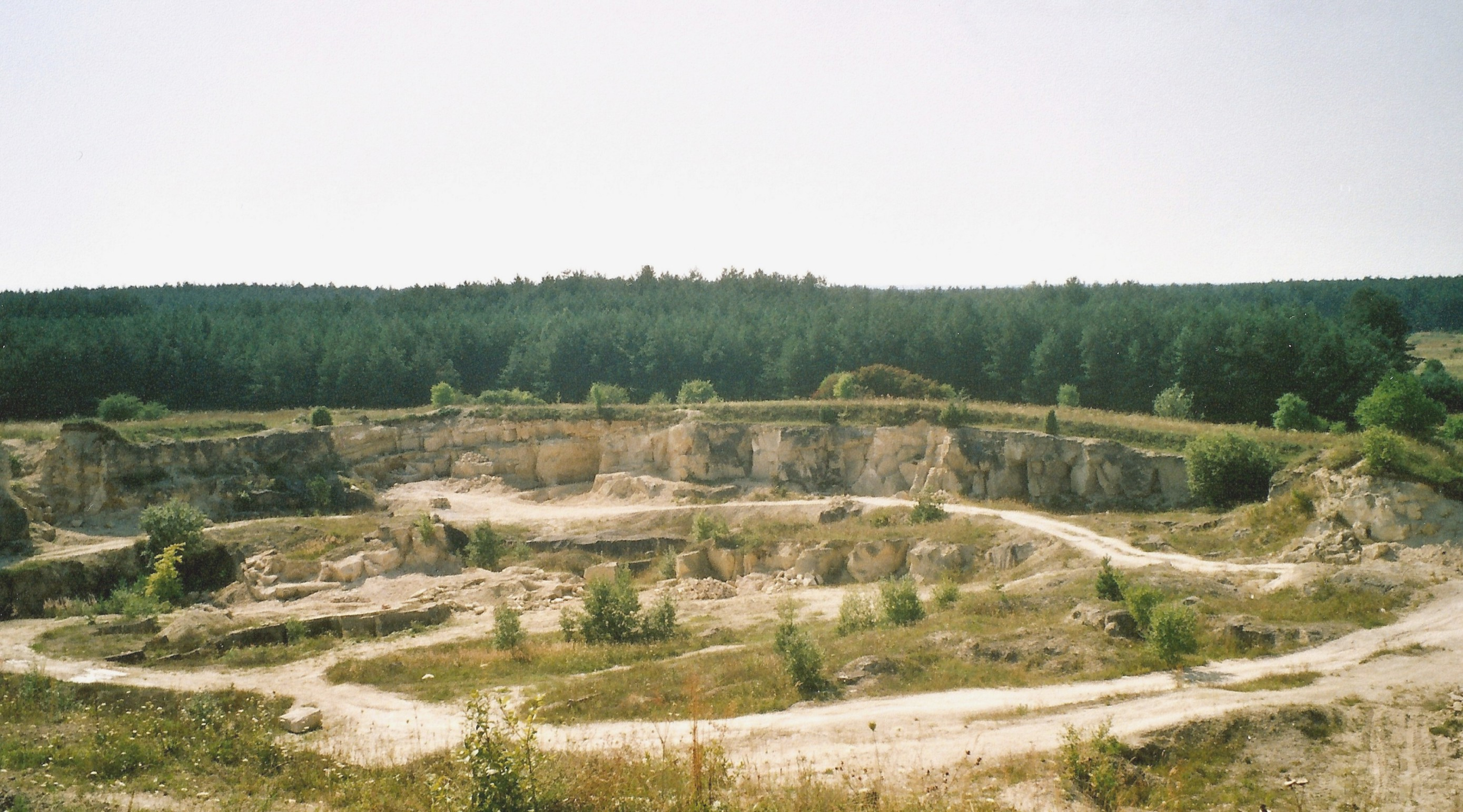
Pedreiras − o local de execuções da Segunda Guerra Mundial

Józefów foi fundada no início do século XVIII nas terras da aldeia de Majdan Nepryki. O ato de fundação foi assinado pelo proprietário da V Zamość, Tomasz Józef Zamoyski (o nome da aldeia vem de seu nome do meio) em 3 de dezembro de 1725. Ele diz, por exemplo sobre o fato da cidade ter sido fundada na lei de Magdeburgo e ter direito a 4 feiras por ano (logo esse número aumentou para 9). A cidade permaneceu nos limites da V Zamość até a Segunda Guerra Mundial.
O centro do círculo formado pelas cidades mais importantes da região − Biłgoraj, Zamość e Tomaszów Lubelski foi escolhido como local para a fundação.
Desde o início, Józefów desenvolveu-se muito rapidamente. A cidade era um centro de artesanato e cantaria. A maioria das casas era construída em madeira, devido à localização no centro da Floresta Solska.
O desenvolvimento de Józefów foi interrompido no final do século XVIII − um certo renascimento ocorreu em 1820, quando a família judaica Wax fundou uma gráfica aqui que publicava livros hebraicos. Durante seu apogeu, a livraria empregou mais da metade dos habitantes de Józefów. A cidade caiu sob o domínio austríaco e mais tarde tornou-se parte do Ducado de Varsóvia por um curto período de tempo. Após sua queda, Józefów foi capturada pela Rússia. Desde então, a cidade começou a decair.
A Levante de Novembro não teve muito impacto aqui. A Revolta de Janeiro foi o oposto − numerosas unidades insurgentes operaram nas proximidades, incluindo o gneral Antoni Jeziorański, Leon Czechowski ou o famoso pseudônimo de Marcin Borelowski, “Lelewell”. Em 24 de abril de 1863, ocorreu uma batalha perto de Józefów, na qual, entre outros, o poeta Mieczysław Romanowski foi morto.
Em 1864, as autoridades russas revogaram os direitos de cidade de Józefów por ajudar os insurgentes.
Desde então, o assentamento começou a se deteriorar ainda mais rapidamente. Józefów foi assombrada por incêndios e epidemias − a maior delas, a epidemia de cólera na década de 1950, causou a morte de cerca de 250 pessoas.
Os judeus constituíam uma porcentagem muito grande dos habitantes de Józefów. Como nas cidades vizinhas, eles se dedicavam principalmente ao comércio e artesanato.
Em 1918, Józefów se encontrava nas fronteiras da renascida República da Polônia. A cidade tentou sair da pobreza e do atraso pós-partição. Isso foi alcançado em pequena escala − por exemplo, não foi eletrificada, a maioria das casas ainda era construída em madeira, não havia conexão ferroviária ou rodoviária com as principais cidades, como Zamość e Biłgoraj (a linha ferroviária passa por Długi Kąt, 4 quilômetros de distância).
Os anos da Segunda Guerra Mundial foram o período mais difícil da história de Józefów. Em 8 de setembro de 1939, da direção de Zamość e Biłgoraj, os sons da detonação de pesadas bombas aéreas começaram a chegar a Józefów, enquanto em 11 de setembro, um enorme brilho era visível no noroeste − queimando Biłgoraj. No dia 16 de setembro, o Estado-Maior dos exércitos combinados “Cracóvia” e “Lublin” passaram pela cidade, no dia seguinte as unidades da Brigada Blindada e Motorizada de Varsóvia passaram pela cidade. No mesmo dia, ocorreram combates com as tropas da Wehrmacht nas proximidades. Incêndios eclodiram na cidade − todo o centro da vila foi incendiado.
A partir de 28 de setembro, segundo o Pacto Molotov-Ribbentrop, Józefów esteve sob ocupação soviética. Mais tarde, como resultado das mudanças introduzidas no acordo germano-soviético, os soldados do Exército Vermelho retiraram-se da cidade e Józefów encontrou-se no território do Governo Geral.
Durante a ocupação alemã, numerosas unidades guerrilheiras operaram na área. A cidade estava localizada na área coberta pela “Revolta de Zamość”, e os arredores mais próximos eram chamados de “República de Józefów”. Muitas operações de sabotagem ocorreram aqui, entre elas, a fuga ousada do cativeiro de Konrad Bartoszewski “Wira” em 26 de fevereiro de 1942. Os comandantes alemães relataram que a região de Zamość era o centro do banditismo na Polônia, e seu ponto principal era Józefów ou Aleksandrów. As unidades partidárias mais famosas que operam na área foram:
- Unidade do Exército Nacional sob o comando do tenente Konrad Bartoszewski, pseudônimo “Wir”
- Unidade do Exército da Pátria sob o comando do tenente Czesław Mużacz, pseudônimo “Selim”
- Unidade do Exército da Pátria sob o comando do tenente Hieronim Miąc, pseudônimo “Korsarz”
- Unidade do Exército da Pátria sob o comando do tenente Piotr Wasilik, pseudônimo “Kuba”
- Unidade do Exército Nacional sob o comando do tenente Edward Błaszczak, pseudônimo “Grom”
- Unidade do Exército da Pátria sob o comando do segundo-tenente Włodzimierz Hascewicz, pseudônimo “War”
- Unidade do Exército Nacional sob o comando do tenente Adam Haniewicz, pseudônimo “Woyna”
- Unidade da Guarda do Povo sob o comando de Umer Akhmołł Adamanow, pseudônimo “Miszka Tatar”

Józefów também foi um centro de terror alemão intensificado. Em 26 de fevereiro de 1942, os alemães atiraram publicamente na família de Konrad Bartoszewski e arrasaram sua casa. Em 1 de junho de 1943, Józefów foi bombardeada pelo assassinato de dois oficiais da SS e os alemães queriam assassinar o resto dos habitantes da cidade, mas isso foi frustrado pelo ataque guerrilheiro à cidade. Em 1943, a vila de Pardysówka, hoje distrito da cidade, também foi pacificada.
Durante a guerra, os alemães exterminaram a comunidade judaica de Józefów. Em 11 de maio de 1942, nas ruas da cidade e em uma pedreira próxima, três alemães atiraram em cerca de 120 judeus. Em 13 de julho, policiais alemães mataram de 1 300 a 1 500 judeus em Winiarczykowa Góra − a maioria mulheres, crianças e idosos. A liquidação final do gueto de Józefów ocorreu no início de novembro de 1942, quando os alemães transportaram os últimos judeus que viviam nele para o campo de extermínio em Bełżec.
Em 24 de julho de 1944, Józefów foi ocupada pelo Exército Vermelho. Desde então, a cidade se desenvolveu muito rapidamente − muitas novas ruas foram pavimentadas, muitos edifícios públicos foram construídos. Em meados de outubro de 1944, por iniciativa da intelligentsia de Jozefów, a Escola Secundária Coeducacional do Governo Local em Jozefów, sob a direção de Maria Przewor, iniciou suas atividades, mantida com fundos do Conselho Nacional Comunal − desde 1949, é uma escola secundária estatal em Jozefów (primeiro bacharelado em 1951).. No entanto, a eletrificação de Józefów ocorreu apenas em 1959.
Em 1988, Józefów recuperou os direitos da cidade.

## Turismo
A cidade, devido aos seus grandes valores turísticos, é visitada por muitos turistas. A razão para isso também é a localização conveniente no centro da região de Roztocze e da Floresta Solska − regiões visitadas por multidões de turistas todos os anos.
Existem três lagoas recreativas aqui. A mais nova foi inaugurado em 2011. Vale a pena ver as pedreiras suburbanas fechadas, um cemitério judeu, uma antiga sinagoga e vários monumentos nos locais das batalhas de 1863 e 1939-1944.
Em 2011 uma torre de observação com 18,45 m de altura foi construída em uma colina acima da pedreira, com um mirante no nível de 11,80 m.
Existem 6 trilhas para caminhadas e 3 trilhas para ciclismo.

## Demografia
Conforme os dados do Escritório Central de Estatística da Polônia (GUS) de 31 de dezembro de 2022, Józefów é uma cidade muito pequena com uma população de 2 342 habitantes (37.º lugar na voivodia de Lublin e 823.º na Polônia), tem uma área de 5,0 km² (48.º lugar na voivodia de Lublin e 827.º lugar na Polônia) e uma densidade populacional de 468 hab./km² (24.º lugar na voivodia de Lublin e 613.º lugar na Polônia). Nos anos 2002–2021, o número de habitantes diminuiu 1,5%.
Os habitantes de Józefów constituem cerca de 2,36% da população do condado de Biłgoraj, constituindo 0,12% da população da voivodia de Lublin.
| Descrição                         | Total      | Total   | Mulheres   | Mulheres | Homens     | Homens  |
| --------------------------------- | ---------- | ------- | ---------- | -------- | ---------- | ------- |
| unidade                           | habitantes | %       | habitantes | %        | habitantes | %       |
| população                         | 2 342      | 100     | 1 196      | 51,1     | 1 146      | 48,9    |
| superfície                        | 5,0 km²    | 5,0 km² | 5,0 km²    | 5,0 km²  | 5,0 km²    | 5,0 km² |
| densidade populacional (hab./km²) | 468        | 468     | 239,1      | 239,1    | 228,9      | 228,9   |

## Monumentos históricos
- Prefeitura de 1775
- Sinagoga do século XIX
- Igreja paroquial do século XIX[12]

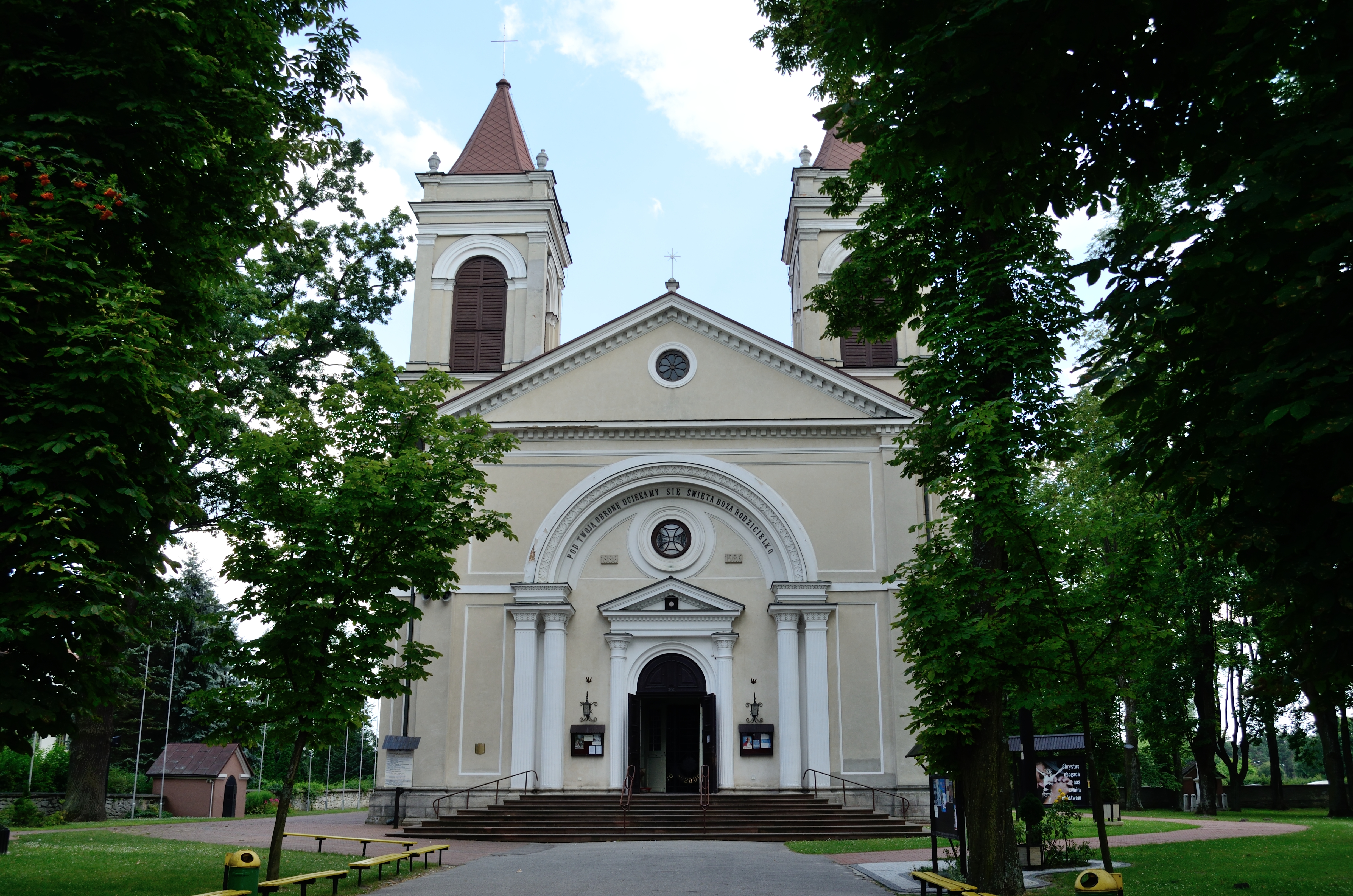
Igreja da Imaculada Conceição

- Parque junto à igreja − um antigo cemitério, algumas lápides foram preservadas, árvores − monumentos da natureza
- Cemitério paroquial − muitas lápides históricas dos séculos XIX e XX, incluindo o túmulo do poeta Mieczysław Romanowski, inúmeras árvores − monumentos da natureza
- Cemitério do século XIX, devastado desde a guerra
- Capela do século XIX com uma cópia da imagem de Nossa Senhora de Leżajsk na parte nordeste da praça principal[13]

## Esportes
Em Józefów, existe o Clube de esporte popular Cosmos Józefów − um clube de futebol amador fundado em 1989. Em 1991, Unipol Długi Kąt (classe O) e LZS Cosmos Józefów se fundiram para formar o LKS Cosmos Józefów. Atualmente, a equipe sênior joga no grupo de classe distrital de Zamość. O Cosmos joga suas partidas no estádio esportivo de Długi Kąt, com capacidade para 4 000 espectadores, localizado em Długi Kąt.